# Rafael Márquez García
Rafael Márquez (Cartagena, Bolívar, Colombia; 13 de febrero de 1986) es un exfutbolista colombiano. Jugaba de defensa y se retiró en el Real Cartagena de Colombia.

## Clubes
| Club                 | País     | Año         |
| -------------------- | -------- | ----------- |
| Tigres               | Colombia | 2006        |
| Girardot F. C.       | Colombia | 2007        |
| Real Cartagena       | Colombia | 2008 - 2009 |
| Atlético Bucaramanga | Colombia | 2010        |
| Real Cartagena       | Colombia | 2011        |

## Palmarés

### Campeonatos nacionales
| Título    | Club           | País     | Año  |
| --------- | -------------- | -------- | ---- |
| Primera B | Real Cartagena | Colombia | 2008 |